# Noctua noacki
Noctua noacki là một loài bướm đêm thuộc họ Noctuidae. Nó được tìm thấy ở quần đảo Canaria.
It is commonly misspelled noaki instead của noacki.